# Viksjö kyrka, Härnösands stift
Viksjö kyrka är en kyrkobyggnad i Viksjö. Den är församlingskyrka i Viksjö församling i Härnösands stift. Kyrkan ligger på en ås invid länsväg 331.

## Kyrkobyggnaden
Första kapellet på platsen uppfördes 1751 av Per Zachrisson i Kubbe. 1793 ersattes detta av ett nedmonterat brukskapell från Västanå som ursprungligen var byggt 1771. 8 februari 1926 brann kapellet ner till grunden efter att innertakets sågspån antänts av plåtrör från kyrkans kamin. Kyrkkistan innehållande svart mässhake, tennljusstakar från 1700-talet och en Karl XII:s bibel kunde räddas.
Nuvarande kyrka uppfördes efter ritningar av arkitekt David Frykholm. Kyrkan har en åttakantig grundritning och är byggd av liggande timmer. Vid södra kortsidan finns ett vapenhus och vid norra kortsidan en liten sakristia. Kyrkan har en fasad klädd med stående träpanel som är vitmålad och har valmat säteritak täckt med kyrkspån. Takets båda ändar har varsin takryttare där den östra pryds med en tupp och den västra pryds med kors i en cirkel.
Söder om kyrkan finns en klockstapel av bottnisk typ med fyrkantigt torn och lökformad kupol. Stapeln uppfördes ursprungligen 1724 för Högsjö gamla kyrka av Hans Biskop i samarbete med skeppsbyggaren Johan Schytt. 1792 sattes stapeln upp på sin nuvarande plats.

## Inventarier
- Altartavlan är målad av Stig Bergh, Stockholm och har motivet Jesus under den sista måltiden. Tavlan är en kopia av en detalj av Tizians målning "Nattvarden" i Louvren.
- Predikstol i 1700-talsstil är tillverkad av snickarmästare Erik Johan Näslund. Den har femsidig korg med platt undersida och ett åttasidigt ljudtak.
- Timglasformig dopfunt av trä.